# Kniebis

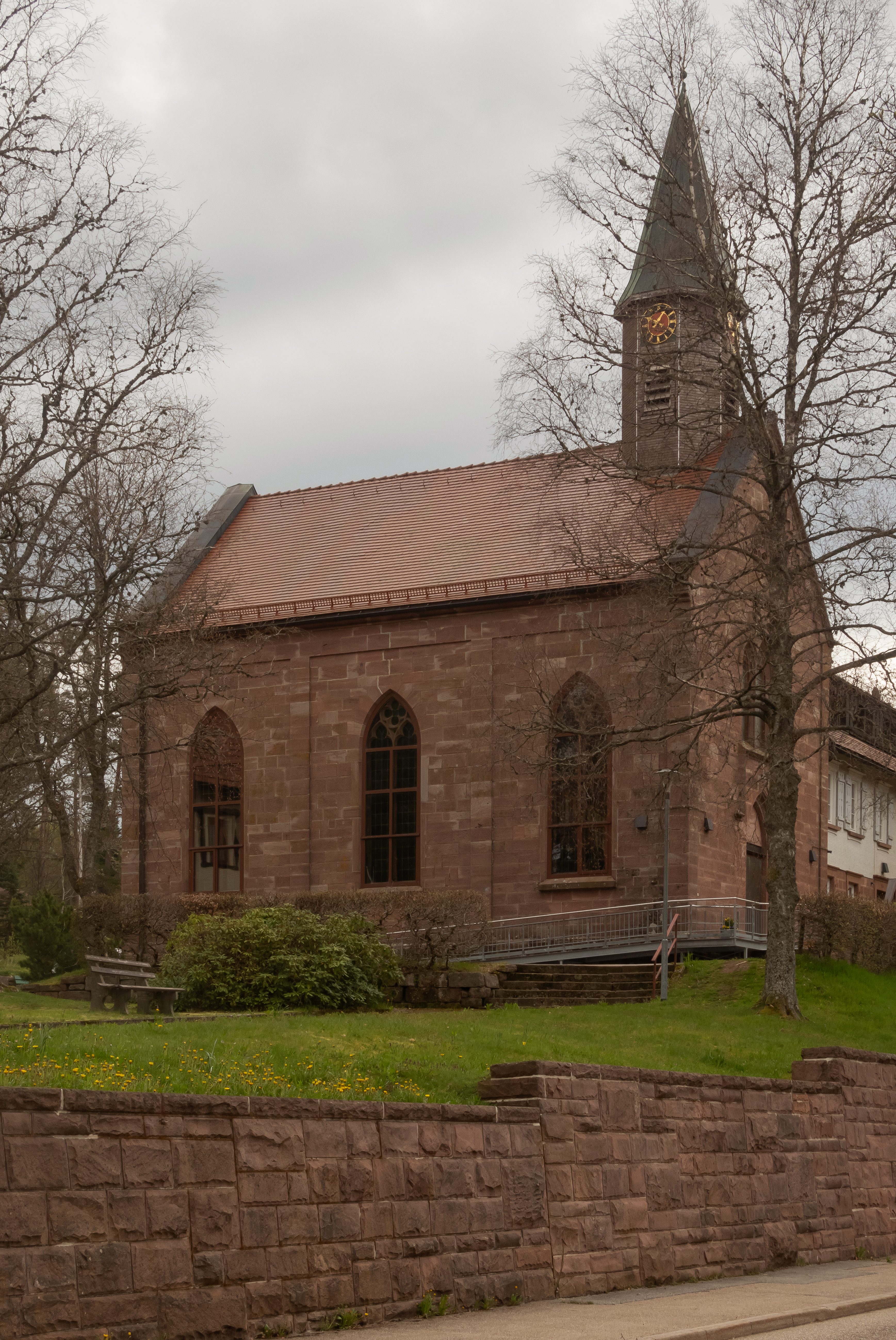
Evangelische Kirche in Kniebis

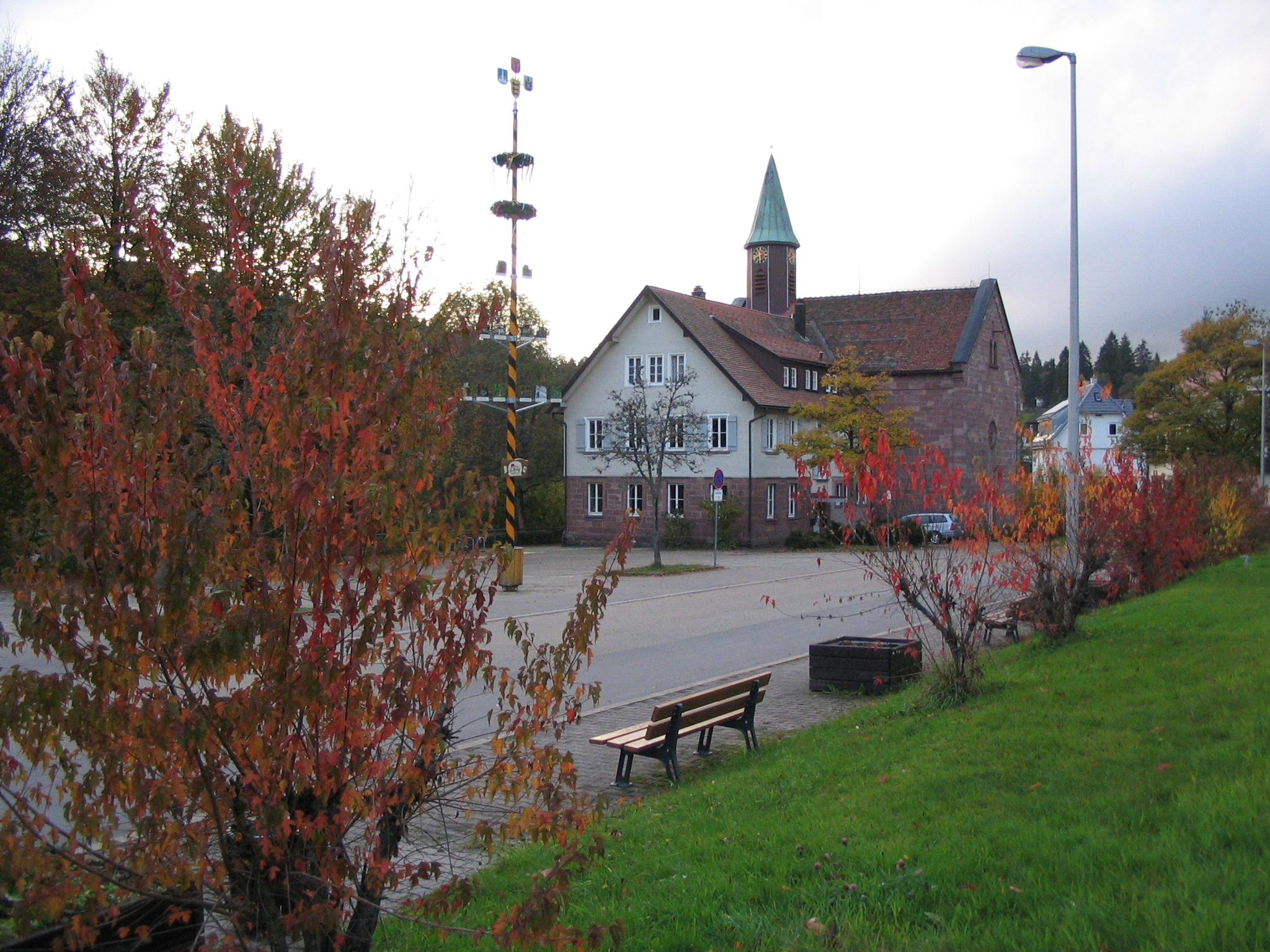
Evangelische Kirche und die Grundschule auf dem Kniebis

Der Kniebis ist ein bis zu 971 Meter hoher, langgezogener Bergrücken im Schwarzwald und ein im südlichen Teil darauf gelegenes Dorf. Diese Streusiedlung ist heute ein Ortsteil von Freudenstadt.

## Verkehr
Der Kniebis liegt an der Schwarzwaldhochstraße, die als Bundesstraße 28 von Freudenstadt her kommt und sich ab der Passhöhe Alexanderschanze als Bundesstraße 500 nach Baden-Baden hin fortsetzt. Die B 28 selbst führt weiter bis nach Kehl und Straßburg (Frankreich). Die Landesstraße 96 führt nach Süden in Richtung Hausach. Der Kniebis ist an den Freudenstädter Busverkehr angebunden.

## Tourismus
Im Winter gibt es zahlreiche Langlaufloipen, u. a. auch eine beschneibare Flutlicht-/Nachtloipe, und mehrere Lifte im Ort bzw. in der unmittelbaren Umgebung (Skilifte Vogelskopf, Zuflucht, Kniebis); außerdem gibt es eine Rodelbahn und verschiedene Winterwanderwege. Im Sommer präsentiert sich der Kniebis als großes Mountainbike-, Nordic-Walking- und Wandergebiet; zudem gibt es ein erst vor wenigen Jahren vollständig saniertes Waldfreibad.
Ein nahes Ausflugsziel ist der Lotharpfad an der Schwarzwaldhochstraße (Bundesstraße 500) in Richtung Schliffkopf. Am westlichen Ortsausgang liegt die Alexanderschanze, weiter nördlich können die Röschenschanze und die Schwedenschanze besichtigt werden.

## Wirtschaft
Der Ort lebt in der Hauptsache vom Fremdenverkehr. Als Wintersportmöglichkeiten sind mehrere Skilifte (jeweils ca. rund 100 Höhenmeter), viele Kilometer gespurte Loipen und eine Rodelbahn vorhanden. Die sogenannte Nachtloipe im Skistadion Kniebis (gebührenpflichtig), ein ca. zwei Kilometer langer Rundkurs in unmittelbarer Ortsnähe, ist bei entsprechenden Witterungsbedingungen mit Flutlicht beleuchtet und kann vollständig mit Kunstschnee beschneit werden.

## Klima

Niederschlagsdiagramm für Kniebis

Der Jahresniederschlag beträgt 1886 Millimeter. Der Niederschlag liegt im oberen Drittel der Messstellen des Deutschen Wetterdienstes, über 99 Prozent zeigen niedrigere Werte an. Der trockenste Monat ist der September; die größten Niederschlagsmengen gibt es im Januar. Im niederschlagsreichsten Monat fällt etwa 1,4-mal mehr Wasser zu Boden als im trockensten Monat. Die jahreszeitlichen Schwankungen liegen im oberen Drittel. In über 89 Prozent aller Orte schwankt der monatliche Niederschlag weniger.

## Bildung
Kniebis verfügt über einen Kindergarten und eine Grundschule. Die Grundschule hat noch eine bauliche Besonderheit: Sie ist direkt an die evangelische Kirche angebaut.
Darüber hinaus befindet sich in Kniebis das Europäische Theologische Seminar (ETS), das Studienmöglichkeiten im Bereich der Theologie anbietet.

## Geschichte
Der Kniebis war in der frühen Neuzeit durch seine Steigung von Oppenau hinauf zur Kniebis-Passhöhe ein bedeutendes Hindernis am Fernhandelsweg Straßburg – Ulm (sogenannte Oppenauer Steige). Dieser Handelsweg (auch Schwabenweg) wurde zur Zeit der Staufer vom Geschlecht der Zähringer betrieben. Später bildete er eine wichtige Verbindung zwischen Württemberg und den württembergischen Besitzungen im heutigen Frankreich. Zu Kriegszeiten, beispielsweise im Dreißigjährigen Krieg, wurde er auch für Truppenbewegungen benutzt.
Nach dem Ende der Stauferherrschaft um 1250 verlief auf dem Kniebis die Grenze zwischen den Besitzungen des Fürstentums Fürstenberg (das 1806 im Großherzogtum Baden aufging) im Kinzigtal und Mittleren Schwarzwald sowie dem Herzogtum und späteren Königreich Württemberg.

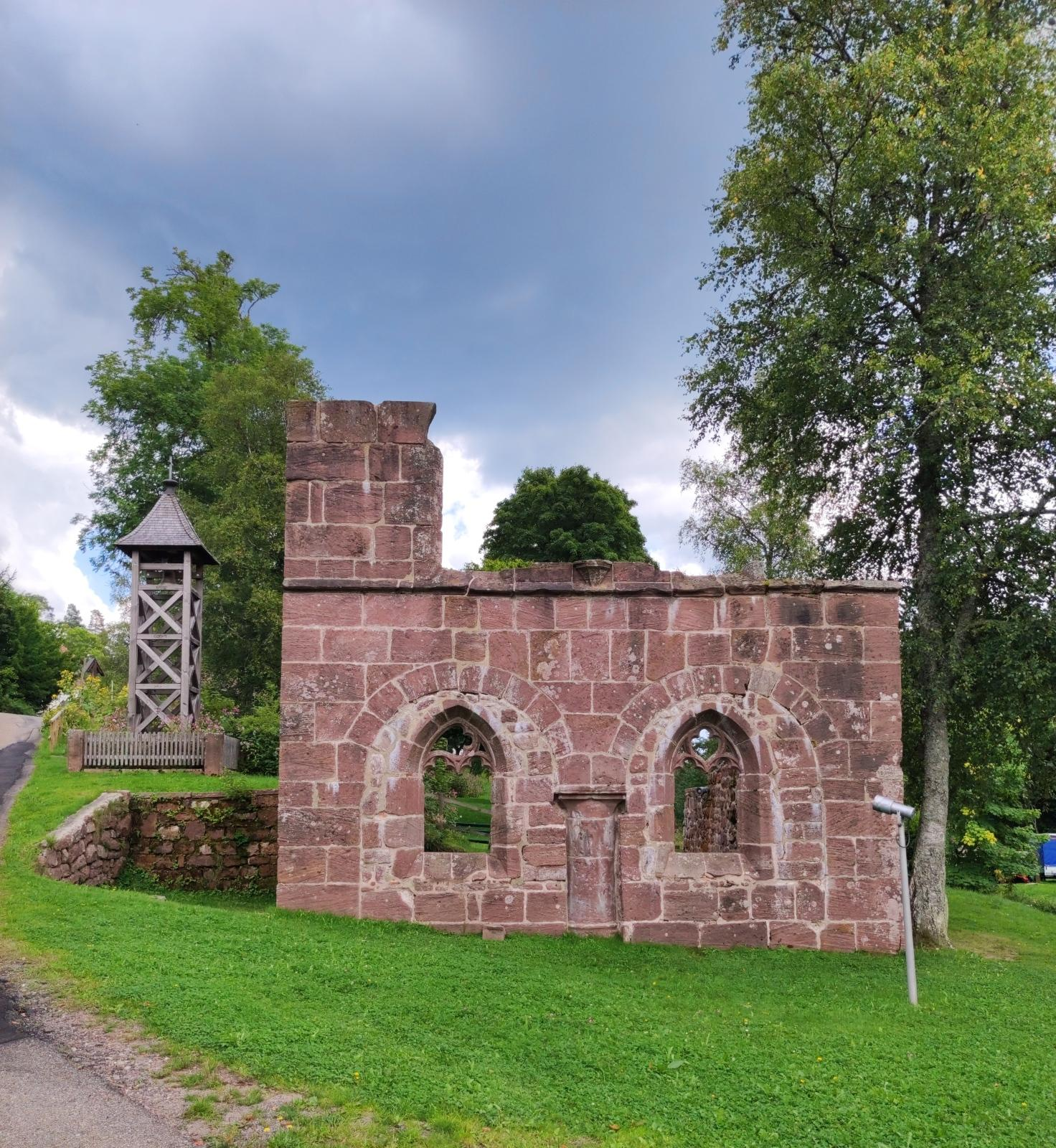
Ehemaliges Kloster Kniebis

1267 wurde in Kniebis-Dorf (württembergischer Kniebis) das Kloster Kniebis gegründet, das infolge der Reformation 1534 aufgelöst wurde.
Der Pass über den Kniebis war schon früh als Handelsweg zwischen Rheintal und Württemberg sehr wichtig, im Mittelalter bekam er auch aus militärischer Sicht eine strategisch hohe Bedeutung. Deshalb wurden mehrere Befestigungsanlagen im Bereich Kniebis und der nördlich davon liegenden Schwarzwaldhochstraße gebaut.
- Auf der Bergspitze am Dorfausgang  wurde 1632 zwischen den Grenzsteinen 52 und 53 die sog. „Kleine Schanz“ (auch „Alte Schanz“ genannt) auf der zum Pass führenden Straße errichtet, damit hatte man die Kontrolle über die Straße. Es sind keine zuverlässig nachweisbaren Reste sichtbar, nur eine Hinweistafel an der Straße, gegenüber der neuen Kniebis-Hütte weist darauf hin.

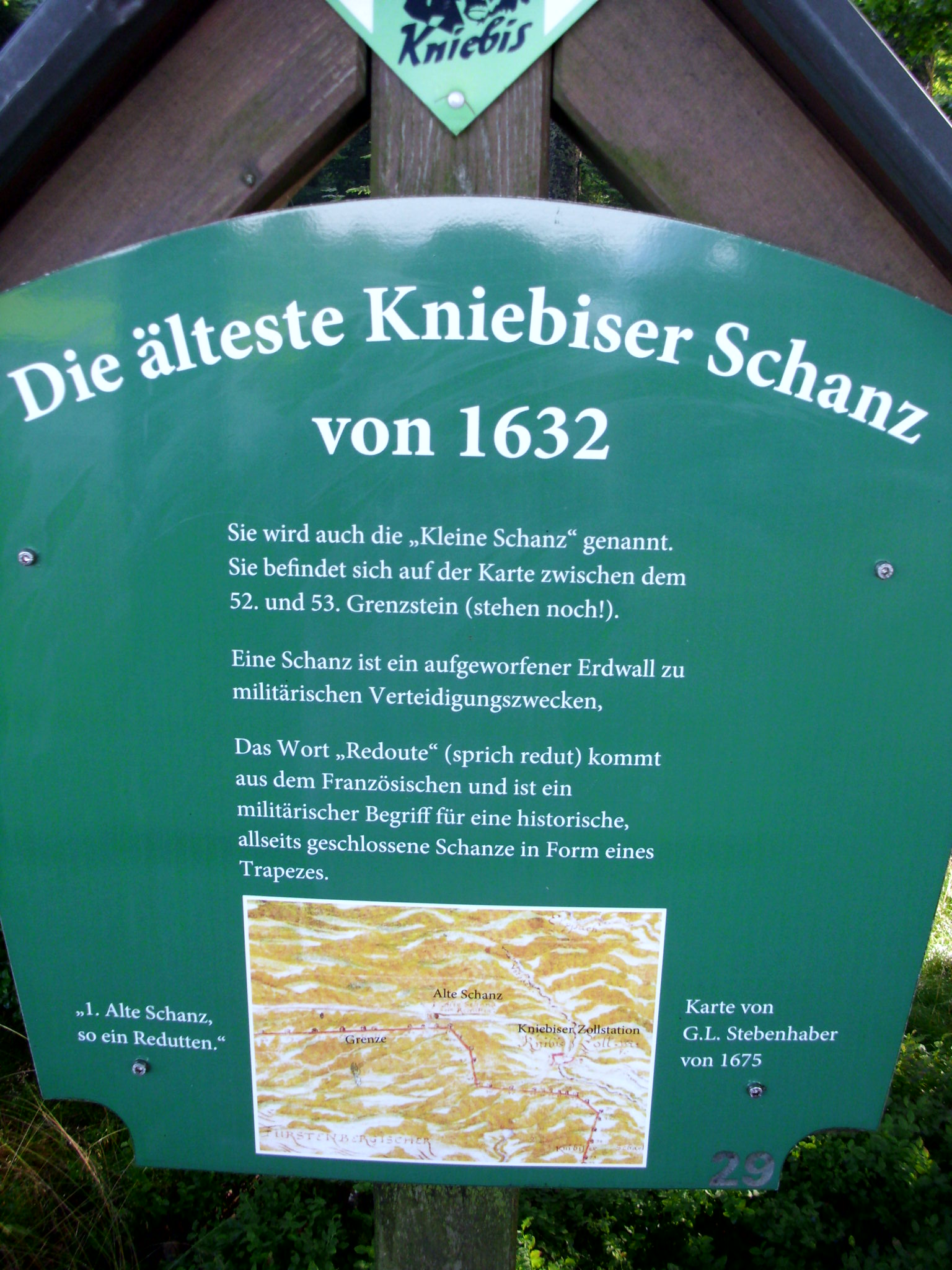
Standort der früheren Kleinen Schanz auf dem Kniebis

- Etwa 1 km nordwestlich davon an der Schwarzwaldhochstraße (B500) steht die Alexanderschanze. Auf der Karte von Stäbenhaber[A 1][2] aus dem Jahr 1674 wird sie schon als „repariert“ bezeichnet, sie ist also noch älter.

- Nochmals 3 km weiter auf der Schwarzwaldhochstraße beim Abzweig nach Oppenau findet sich die Schwedenschanze, sie wurde 1593 erstmals erwähnt.

- In unmittelbarer Nachbarschaft der Schwedenschanze wurde schließlich 1794 durch Major Rösch die nach ihm benannte Röschenschanze gebaut.

Auf dem Ausschnitt der Karte von Stäbenhaber sind die Kleine Schanz(1), die Alexanderschanze(2) und die Schwedenschanze (3) markiert.

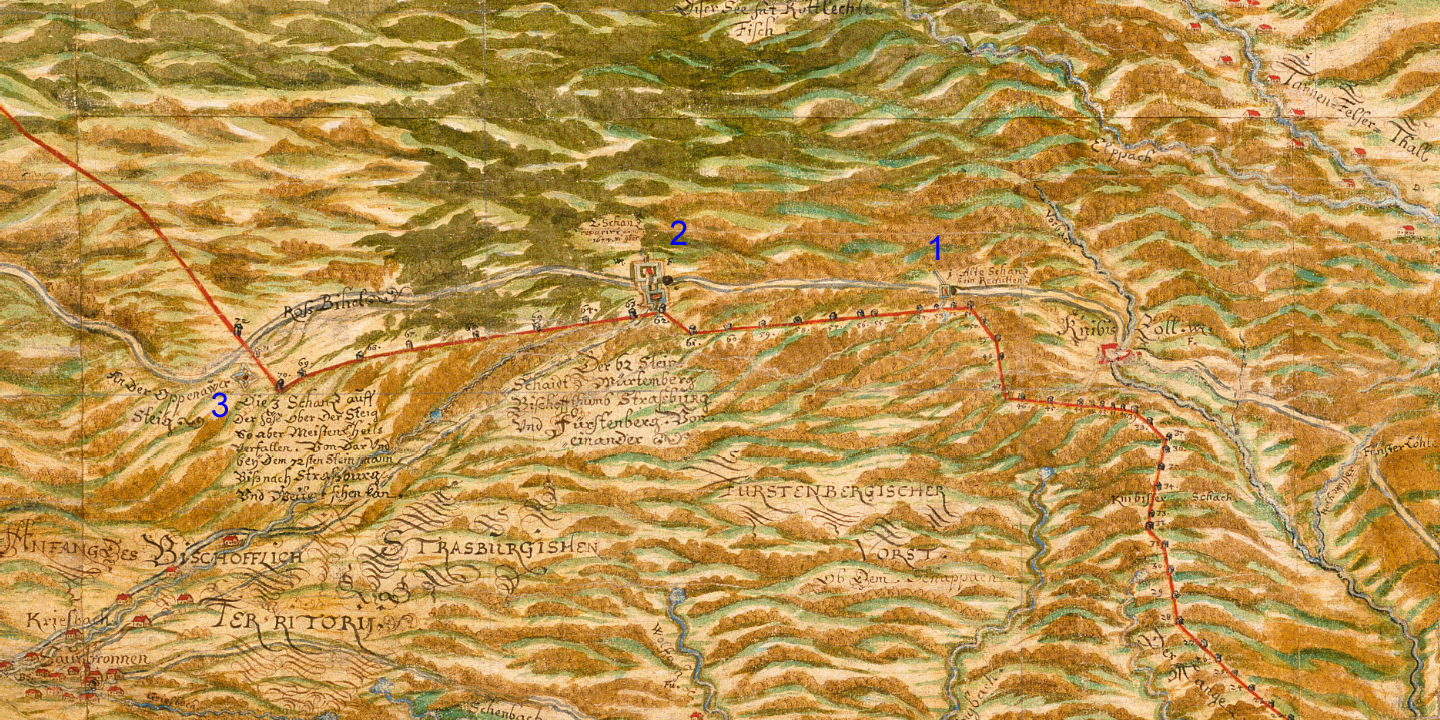
Ausschnitt der Karte von Georg Ludwig Stäbenhaber

Von 1939 (Baubeginn) bis 1945 (Sprengung durch die deutsche Wehrmacht) befand sich am Berg das Führerhauptquartier Tannenberg, das von Adolf Hitler 1940 für kurze Zeit auch als solches genutzt wurde. Von Juli bis Jahresende 1941 arbeiteten Gestapo-Häftlinge des Arbeitserziehungslagers (AEL) Kniebis-Ruhestein am Bau eines Streckenabschnittes der Schwarzwaldhochstraße. Beide Örtlichkeiten gehörten damals wie heute zum Gemeindegebiet Baiersbronn, da sich das neu abgegrenzte Stadtgebiet Freudenstadt nur auf den Teil im Süden erstreckt, auf dem Wohnhäuser stehen, einschließlich der Alexanderschanze.
Von alters her bestand der Kniebis aus drei Teilen, dem Baiersbronner Teil, dem Freudenstädter Teil (beide Teile zusammen bildeten den württembergischen Kniebis) und dem zu Bad Rippoldsau gehörenden badischen Kniebis. Die Grenze ist heute noch durch Grenzsteine auf dem Grenzweg markiert. Durch die unterschiedliche politische Zugehörigkeit hat sich zwischen dem württembergischen und badischen Kniebis auch eine inneralemannische Mundartgrenze zwischen schwäbisch und dem oberrheinischen Niederalemannisch herausgebildet.
Am 1. Januar 1975 wurden die zu Baiersbronn und zu Bad Rippoldsau-Schapbach gehörenden Ortsteile nach Freudenstadt umgegliedert.

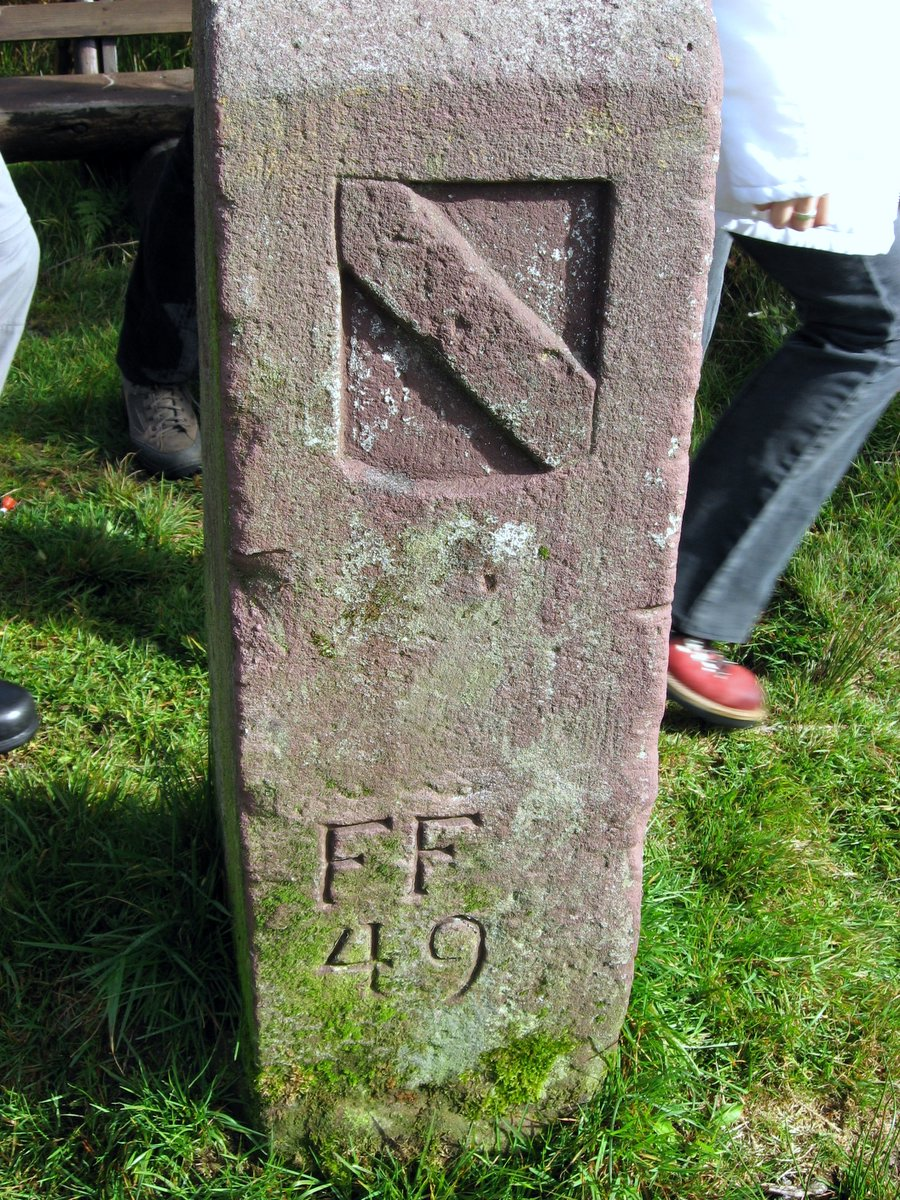
Badische Seite eines Grenzsteins am Grenzweg
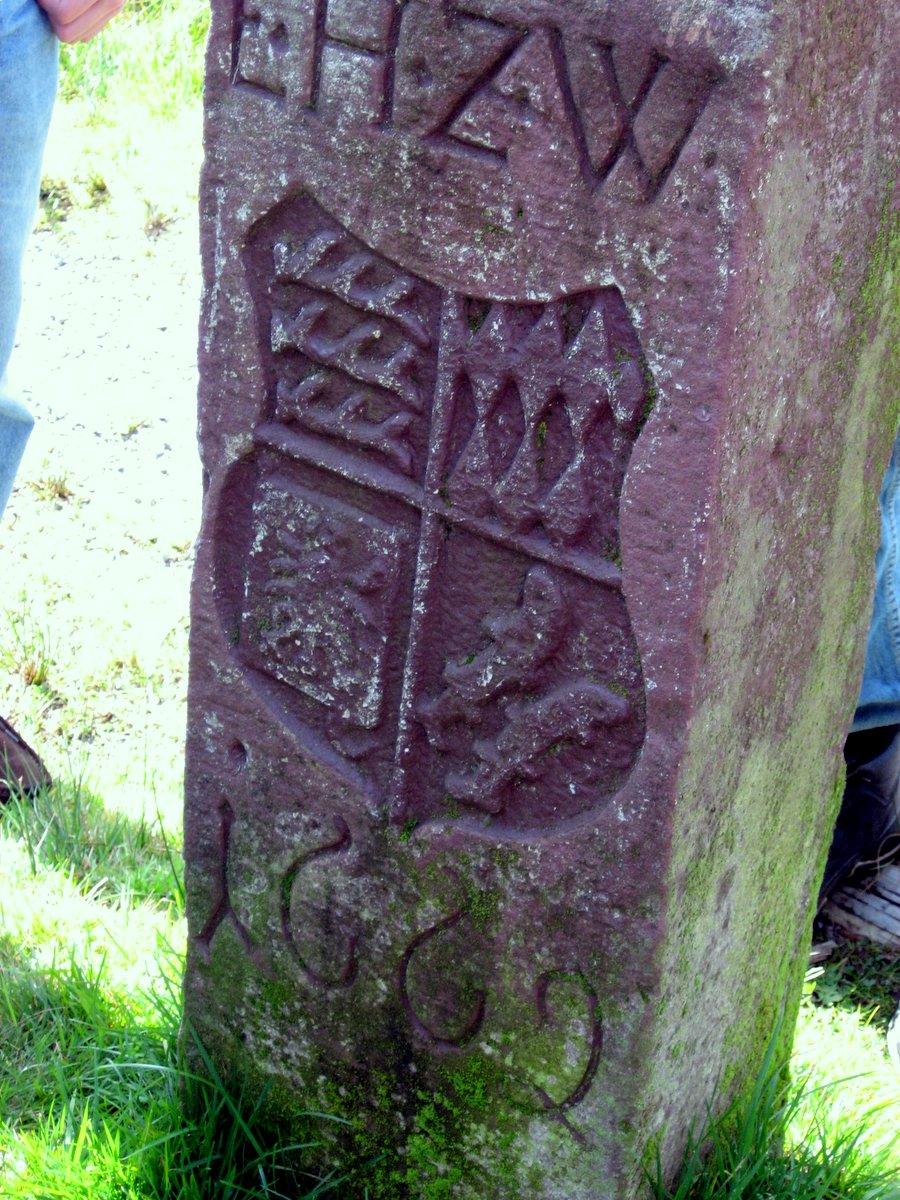
Württembergische Seite eines Grenzsteins am Grenzweg

## Persönlichkeiten
- Walter Trefz (1938–2021), Förster und Kommunalpolitiker in Kniebis
- Costa Cordalis (1944–2019), Schlagersänger, langjähriger Einwohner von Kniebis[5]
- Nathalie Armbruster (* 2006 in Kniebis), Nordische Kombiniererin[6]